# Broșteni (okręg Vrancea)
Broșteni – wieś w Rumunii, w okręgu Vrancea, w gminie Broșteni. W 2011 roku liczyła 754
mieszkańców.